# Внутренние территории

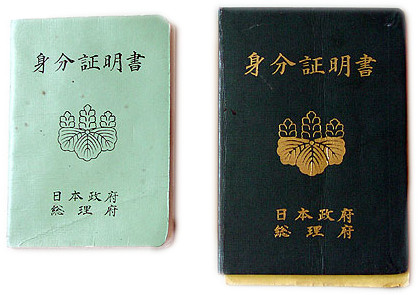
Паспорта для пассажиров между материковой Японией и Окинавой в 1952–1972 гг.

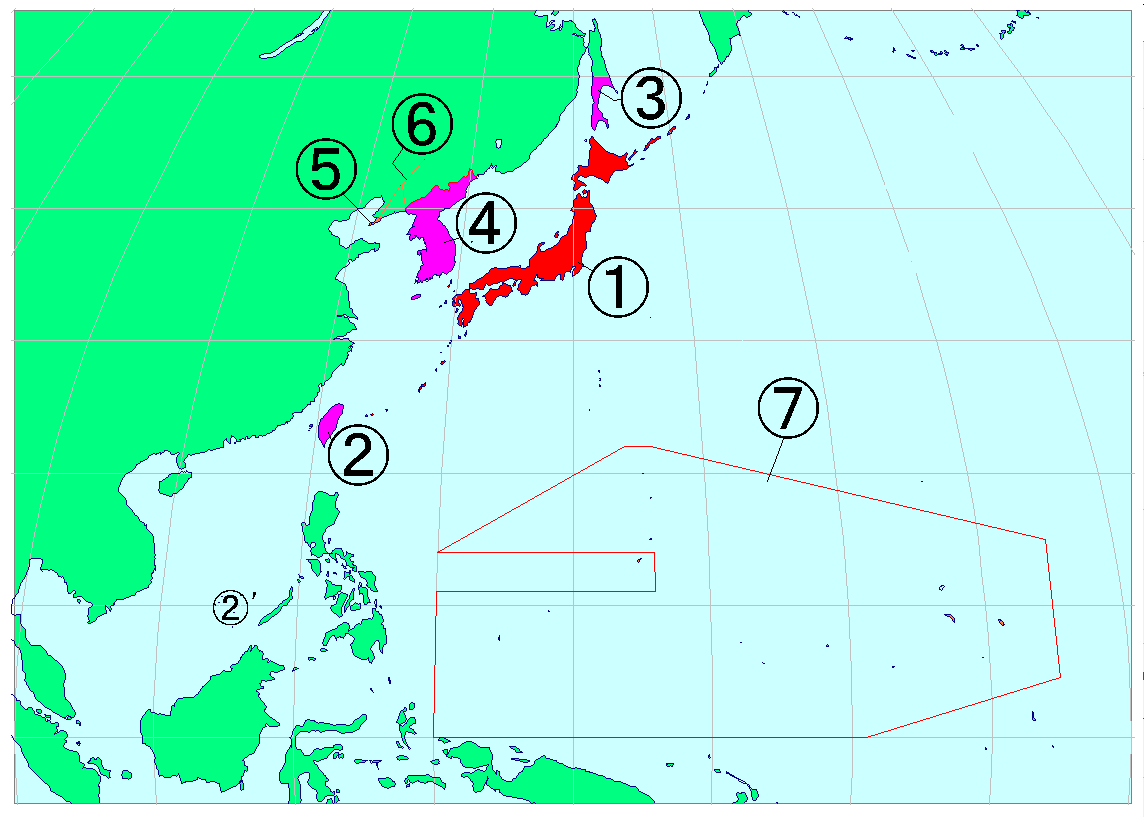
Административное деление Японской империи в 1910—1943 годах. Внутренние территории выделены красным

Внутренние территории (яп. 内地 найти) — термин, употреблявшийся в Японской империи по отношении к метрополии в противоположность «внешним территориям» (колониям). После окончания Второй мировой войны его использование стало менее распространенным и потеряло прежнее юридическое значение. Юридически к внутренними территориям относились те, которые были аннексированы Японией до принятия Конституции Японской империи (1889 год). С 1943 года к ним также относился Южный Сахалин (префектура Карафуто). Поскольку после 1945 года Япония лишилась всех колоний, термин «внутренние земли» вышел из употребления.

## Историческое обозначение
В Японской империи довоенного периода найти относилось ко внутренней части империи, т.е. к собственно Японии. Остальные территории империи назывались гайти (яп. 外地, букв. «Внешние земли»).
Статья 1 Конституции Мэйдзи Общего право (共通法) перечисляет территории с правовой юрисдикцией, а именно:

### Список территорий, относившихся к внутренним
Найти (яп. 内地, букв. 'внутренние территории') относились к территориям, находящимся под прямым контролем правительства. Они состояли из следующих территорий:
- Карафуто (Южный Сахалин (после 1943 года))
- Тисима (Курильские острова)
- Хоккайдо
- Хонсю
- Сикоку
- Кюсю
- острова Идзу
- острова Огасавара
- Окинава
- Небольшие прибрежные или отдаленные острова вокруг них

### Список территорий, относившихся к внешним
Эти территории назывались гайти (яп. 外地, букв. 'внешние территории'). Они были частью Японской империи, но не находились под прямым контролем центрального правительства.
- Тёсэн (Корея)
- Тайвань (Формоза)
- Квантунская провинция[англ.]
- Карафуто (до 1943)
- Южный Тихоокеанский мандат[4]

## Современное обозначение
Термин «главные острова» (яп. 本島) используется для обозначения Хоккайдо, Хонсю, Кюсю, Сикоку и Окинавы. Остальные 6847 островов поменьше называются «отдаленными островами» (яп. 離島).